# وو يين (كرة يد)
وو يين (بالصينية: 吴茵) مواليد 13 أبريل 1988، هي لاعبة كرة يد صينية تلعب كظهير أيمن. مثلت منتخب الصين لكرة اليد للسيدات.

## سجل المنافسة
شاركت في البطولات التالية:
- بطولة العالم لكرة اليد للسيدات 2011
- بطولة العالم لكرة اليد للسيدات 2013